# やくざ坊主
『やくざ坊主』（やくざぼうず）は、1968年4月20日に大映が配給した、安田公義監督、主演勝新太郎によるアクション時代劇映画で、ヒットを記録した作品である。坊主でありながら背中に刺青を入れ、本能的の赴くままに生きる竜全が、汚職にまみれた寺社奉行やヤクザを撃退する活躍を描いた作品である。

## 配役
- 勝新太郎 : 竜全
- 小川眞由美 : お辰
- 久保菜穂子 : おえん
- 三木本賀代 : お鶴
- 小松方正 : 井桁の大八
- 五味龍太郎 : 虎松
- 金内吉男 : 同心近藤
- 山本一郎 : 三次
- 玉置一恵 : 甚兵衛
- 堀北幸夫 : 蛇の目の源蔵
- 藤川準 : 金蔵
- 西岡弘善 : 弥十
- 石原須磨男 : 賭場の客
- 杉山昌三九 : 聖天松五郎
- 渡辺文雄 : 勘助
- 多々良純 : 権六
- 成田三樹夫 : 柏真十郎

## スタッフ
- 監督 : 安田公義
- 企画 : 奥田久司
- 撮影 : 森田富士郎
- 美術 : 加藤茂
- 音楽 : 曽根幸明 (一部サイトでは渡辺宙明となっている[4][2][5]。)
- 編集 : 山田弘
- 脚本 : 高岩肇
- 録音 : 林土太郎[6][5]
- 照明 : 加藤博也[6][5]

## 併映作品
- 『三匹の女賭博師』